# بعدی تویی؟
بعدی تویی؟ (به کره‌ای: 알유넥스트?; انگلیسی: R U Next?) یک برنامه رقابتی واقع‌نمای کره جنوبی برای تشکیل یک گروه دخترانه است و توسط بیلیفت لب و جی‌تی‌بی‌سی ساماندهی شده‌ است.